# Ripa (Perugia)
Ripa è una frazione del comune di Perugia (PG).
Il paese ha 932 abitanti, chiamati ripajoli, e si trova sulla sommità di una collina (314 m s.l.m.), tra i fiumi Tevere e Chiascio. Geograficamente situato al limite est del territorio di Perugia, il panorama domina Assisi e tutta la piana folignate, nonché l'acropoli perugina ed il monte Tezio.
Ripa, prima della riforma delle circoscrizioni e il conseguente annullamento, era la sede della XII circoscrizione "Arna" del comune di Perugia, che comprende anche le frazioni di Lidarno, Sant'Egidio, Civitella d'Arna, Pianello, Castel d'Arno e Pilonico Paterno. Ha circa 3 900 abitanti, distribuiti su una superficie di 32 km². 

## Storia

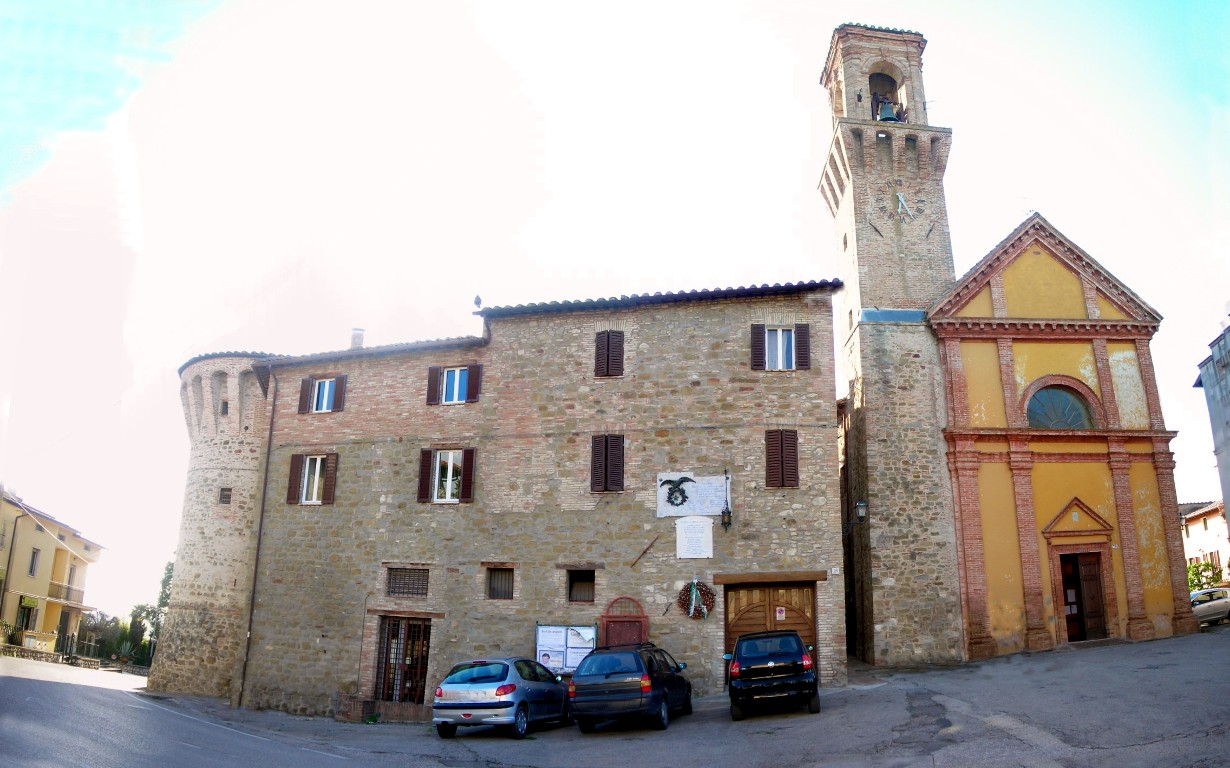
La piazza principale di Sant'Egidio.

Le origini sono fatte risalire alla vicina città umbro-etrusco-romana di Arna, nel IV secolo a.C., localizzata nel territorio compreso tra i fiumi Tevere e Chiascio. Il nome probabilmente deriva dal latino ripa, riva, in quanto anticamente si affacciava sullo specchio del lago Umber, ora prosciugato.
Il paese venne distrutto dalle orde di Totila, nel VI secolo, ed un significativo reinsediamento si ebbe a partire dal 1266, quando Perugia costruì in loco un castello rotondo (di diametro di circa 300 m), sentinella verso il territorio di Assisi e la Via Flaminia.
A Sant'Egidio, nel 1416 Braccio da Montone combatté la battaglia che gli permise di rientrare a Perugia. Dalla metà del XVI secolo il territorio di Ripa divenne progressivamente un insediamento agricolo e in gran parte fu controllato dalla nobile famiglia Ansidei di Perugia.
Intorno al 1850, il fenomeno del banditismo si sviluppò nel territorio fra Ripa e Valfabbrica, avendo i massimi esponenti nella figure dei briganti Cinicchia e Ortica.

## Economia
L'economia è basata soprattutto sull'agricoltura e sullo sfruttamento del legname boschivo ceduo. Notevole importanza riveste la presenza dell'Aeroporto Internazionale dell'Umbria (Perugia Sant'Egidio).

## Monumenti e luoghi d'arte
- Chiesa parrocchiale di Lidarno;
- Castello e torre di Sant'Egidio (XV secolo);
- Villa "La Ginestrella" (XVIII secolo), a S. Egidio;
- Santuario Madonna della Villa (XIV secolo), a S. Egidio;
- Castello di Ripa (XIII secolo), caratterizzato da mura esterne circolari e da una struttura interna ortogonale. Le due porte principali sono la Montarone a sud e la Porticella a nord. Nella piazza principale è possibile osservare un affresco di scuola senese, del XIV secolo, intitolato alla Madonna delle Grazie;
- Pieve di S. Maria di Ripa (X-XI secolo), chiesetta edificata dai monaci benedettini del vicino monastero di San Giustino d'Arna, poi passata ai Monaci Templari, e ai Cavalieri di Malta. Alla fine del XIX secolo le fu costruito attorno il cimitero di Ripa;
- Castellina di Montecapanno, una costruzione medievale a Ripa;
- Resti del castello longobardo di Castel d'Arno;
- Chiesa parrocchiale e torre medievale di Pilonico Paterno.

## Sport

### Impianti sportivi
- Campo da calcio;
- Aeroporto (paracadutismo).